# Katunjebawala
Katunjebawala – gaun wikas samiti we wschodniej części Nepalu w strefie Sagarmatha w dystrykcie Udayapur. Według nepalskiego spisu powszechnego z 2001 roku liczył on 782 gospodarstw domowych i 4800 mieszkańców (2327 kobiet i 2473 mężczyzn).